# Gemäßigte Regenwälder Südamerikas

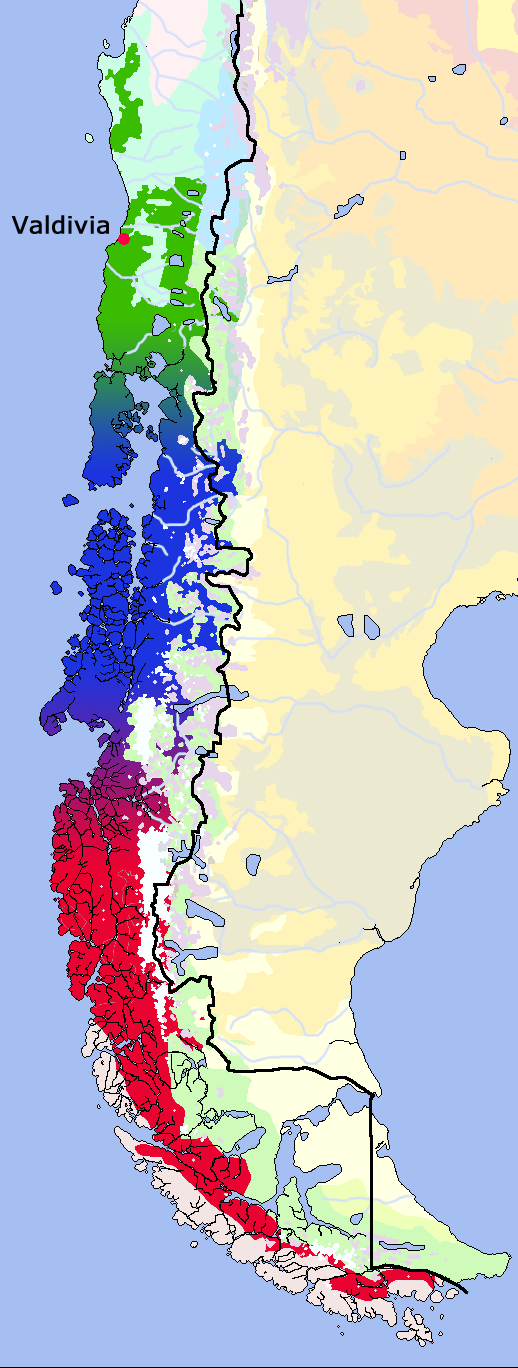
Gemäßigte Regenwälder Südamerikas mit fließenden Übergängen
Valdivianischer
Nordpatagonischer
Magellanischer
Anschließende Vegetationstypen
Matorral
Subtropischer Laubwald
Araukarien-Lorbeerwald
Berg-Laubwälder
Andine Matten
Eisfelder
Magellan-Moor

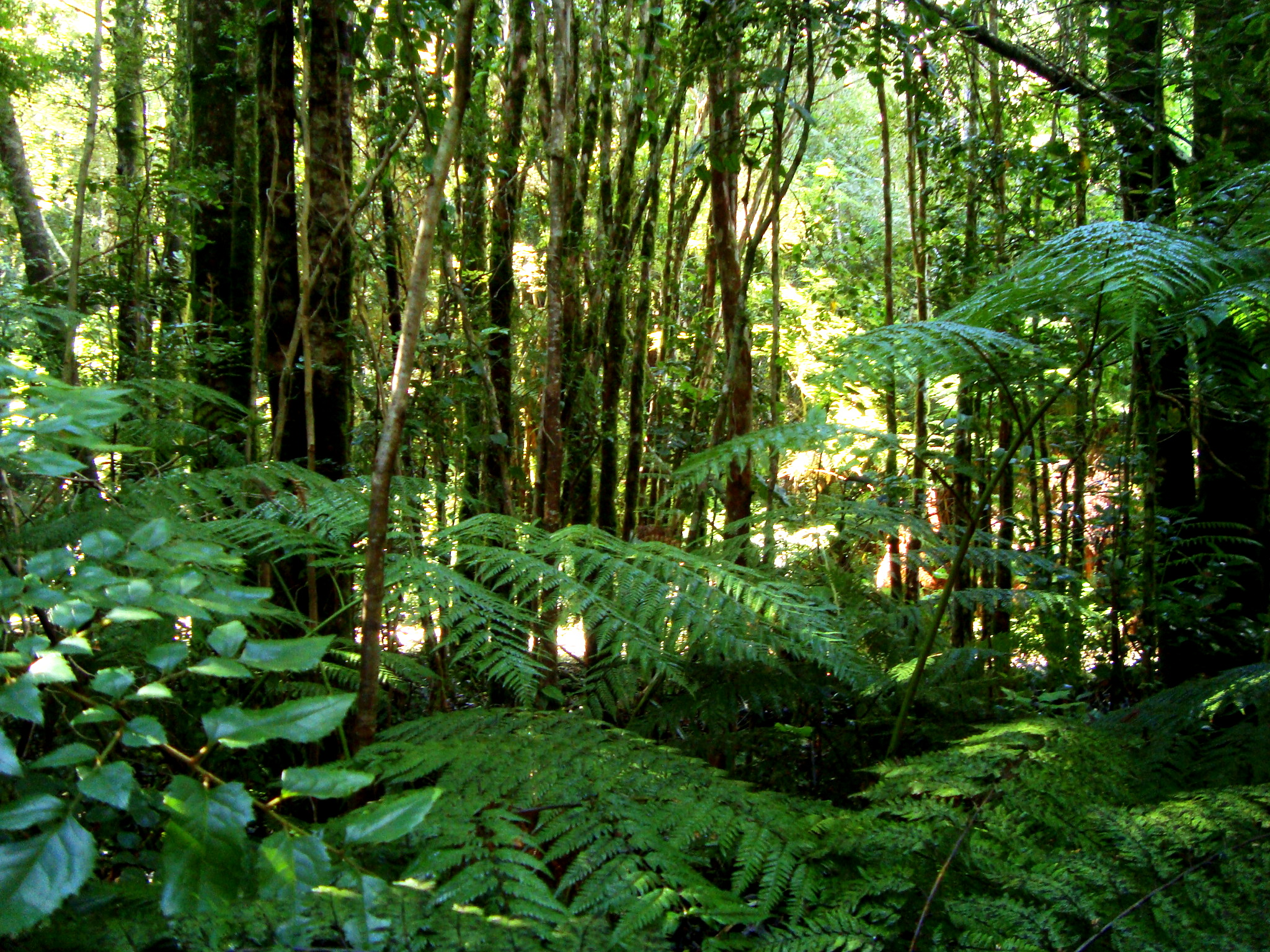
Valdivianischer Regenwald unweit von Valdivia

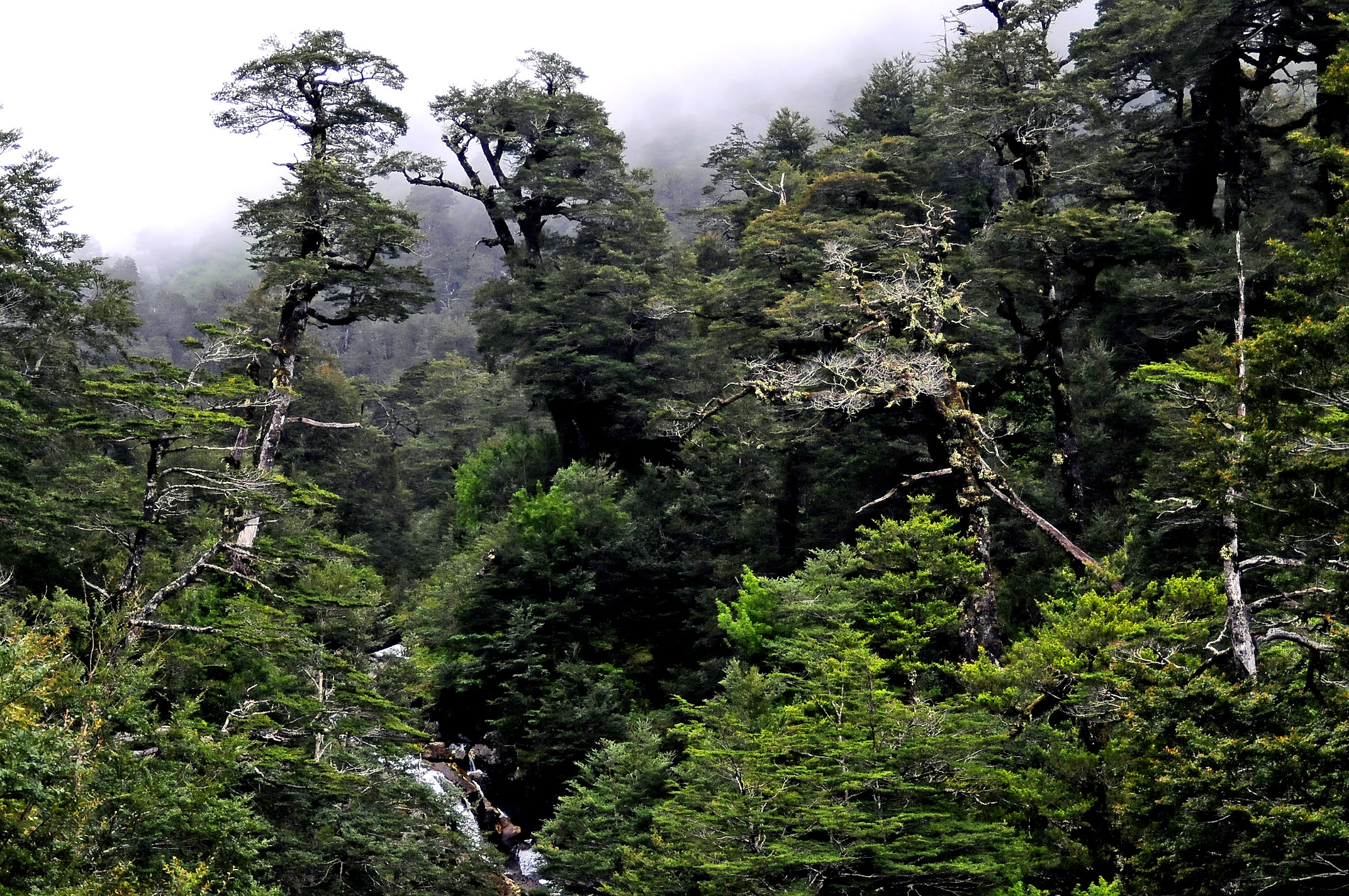
Nordpatagonischer Südbuchen-Regenwald mit Überstehern (ebenfalls Südbuchen-Arten) im Nationalpark Queulat

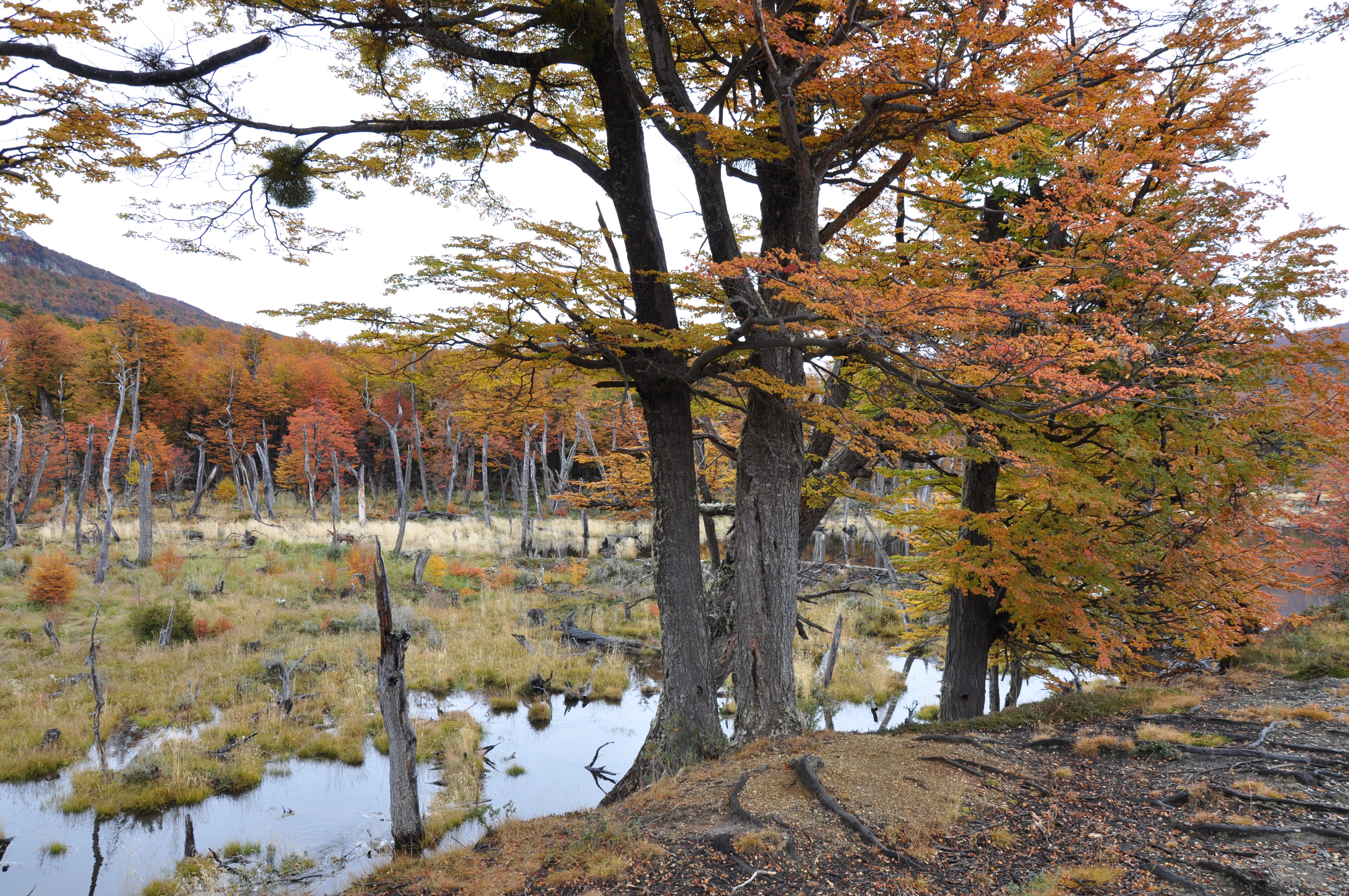
Magellanischer Regenwald im Nationalpark Tierra del Fuego Argentiniens

Die gemäßigten Regenwälder Südamerikas bilden die Ökoregion beziehungsweise das Biom des temperaten Küstenregenwaldes in Südamerika. Sie werden in der Regel (von Norden nach Süden) in die drei Teilbereiche  Valdivianischer, Nordpatagonischer und Magellanischer Regenwald gegliedert, erstrecken sich etwa von der Stadt Valdivia südwärts entlang der chilenischen Pazifikküste bis Feuerland und nehmen dort nahezu den gesamten, regenreichen, hochmaritim geprägten Raum zwischen der Küste und den Luvhängen der Andenkette ein (zu einem geringen Teil bis auf argentinisches Gebiet).
Nach den pazifischen Küstenregenwäldern Nordamerikas  bilden diese Wälder den zweitgrößten Bestand der Welt. Die Übergänge zwischen den konkreten Waldtypen sind höhenwärts so „fließend“, dass die Grenze zwischen planar-kollinem Regenwald und montanem Bergwald nicht schlüssig festgelegt werden kann: Die Angaben liegen zwischen unter 1000 und über 1500 m. Auch südwärts ändert sich das Klima nur unwesentlich, sodass ebenfalls die Abgrenzung der drei Teilräume schwierig und uneinheitlich ist. Außerhalb der Fachwelt werden die Bezeichnungen Valdivianischer Regenwald oder Patagonischer Regenwald daher häufig übergreifend verwendet.
Prägende Bestandteile der vielfältigen Flora sind insbesondere die „Südbuchen“ (auch „Scheinbuchen“) der Gattung Nothofagus, gebietsweise mit beigemischten Nadelgehölzen. Demgegenüber ist die Fauna weniger artenreich. Die Vegetationsgeschichte der patagonischen Regenwälder wird mit dem ehemaligen Südkontinent Gondwana in Verbindung gebracht. Durch die isolierte Lage konnten bis heute entwicklungsgeschichtlich sehr alte Formen der Südhalbkugel überleben. So sind etwa ein Drittel der Gehölze in der Region endemisch.
Schneebedeckte Vulkane, Gletscher und tiefe Fjorde sowie eine stark zergliederte Küste mit einer Vielzahl von Inseln sind weitere prägende Elemente der Region.

## Klima

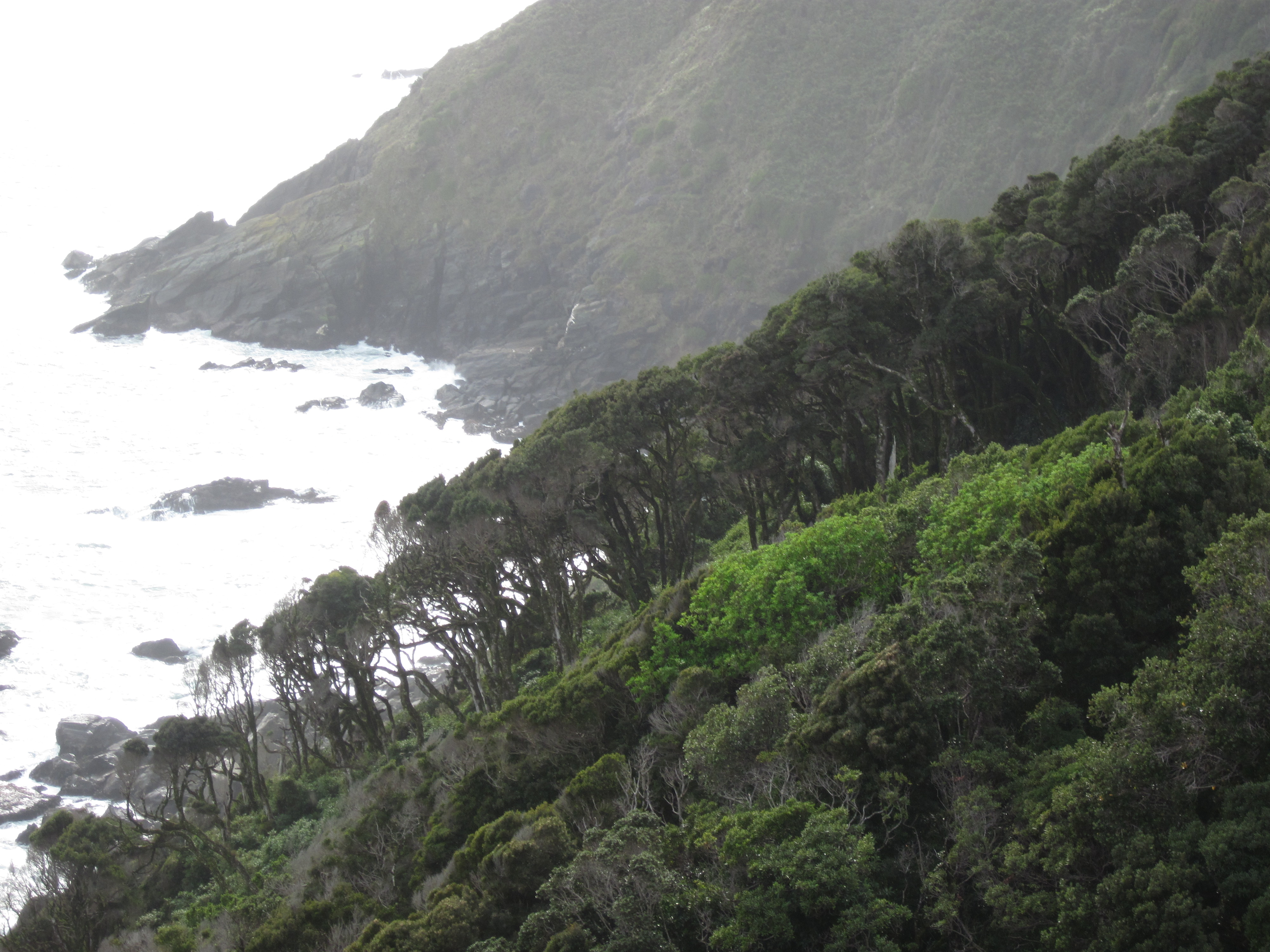
Olivillo-Wald an der zumeist diesigen Pazifikküste

Der Großteil der gemäßigten Regenwälder der Erde liegt in den außertropischen Westwindzonen im ganzjährig feuchten Steigungsregen vor Hochgebirgsketten. Das Klima der südamerikanischen Küstenregenwälder ist trotz der enormen Nord-Süd-Ausdehnung von fast 2000 km überall ähnlich: Fast ganzjährig reichlich Niederschläge bei wolkenverhangenem Himmel und kühlen Temperaturen, deren Schwankungen zwischen Sommer und Winter nur 5° bis 9 °C betragen. Die Jahresmittelwerte der Lufttemperaturen liegen im Norden bei 10° bis 12 °C und im äußersten Süden um die 6 °C. Schnee fällt fast nur in höheren Lagen, die nicht mehr zu den Regenwäldern gerechnet werden.
Es gibt häufig stürmische Winde, große Luftfeuchtigkeit und Nebel. Herbst und Winter sind besonders nass, das Frühjahr feucht und der Sommer (im Norden und der Mitte) vergleichsweise trocken, 150 bis über 200 Regentage im Jahr sind normal. Die Niederschlagsmengen liegen kaum irgendwo unter 2000 mm jährlich und können mit zunehmender Höhe bis auf 5000 mm ansteigen. Die winterliche Schneegrenze liegt im Norden bei rund 800 m und im äußersten Süden auf Meeresspiegelniveau.

## Vegetation: Abgrenzung und Auffälligkeiten

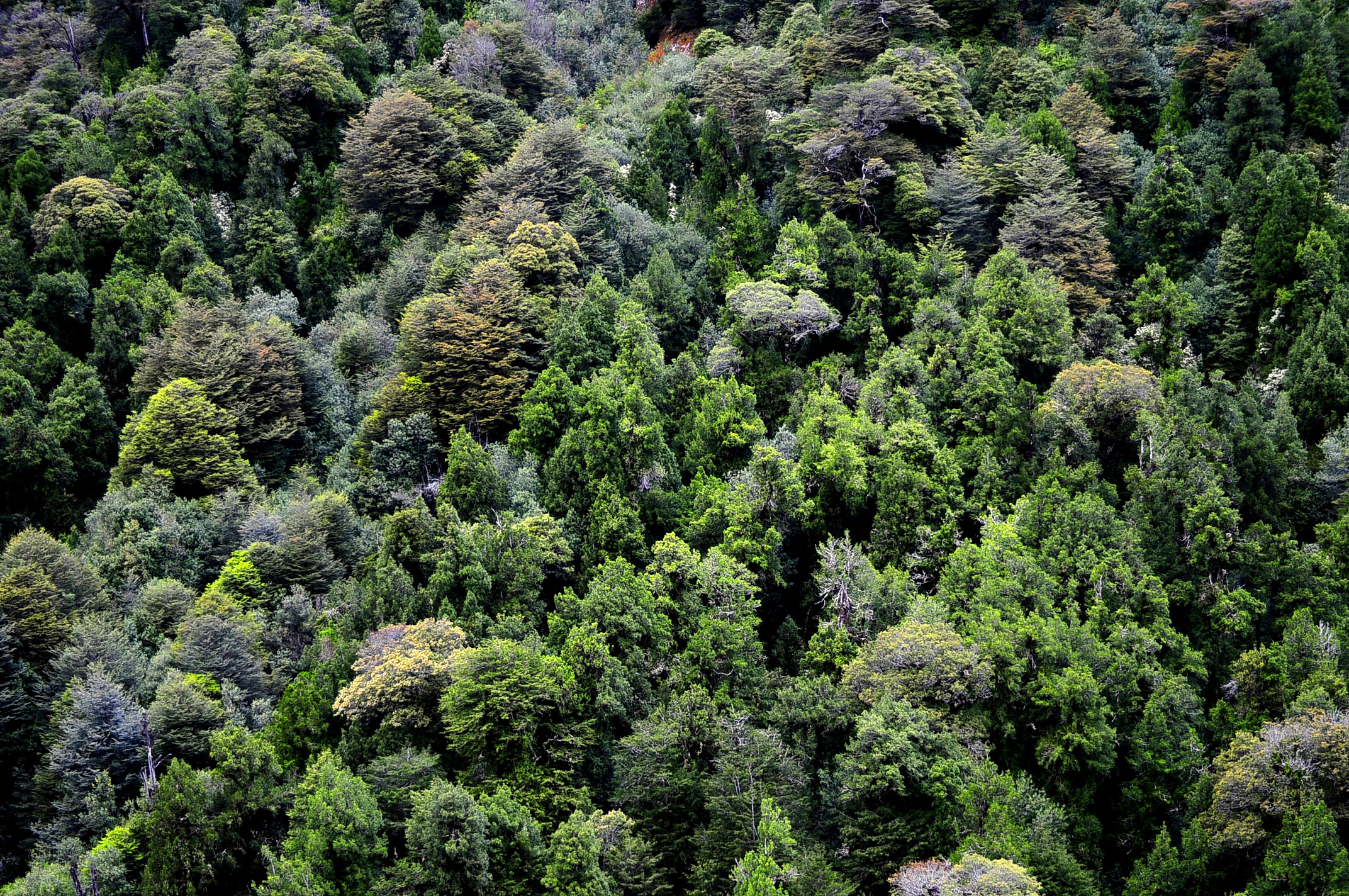
Relativ artenreicher Nordpatagonischer Regenwald (Provinz Aysén)

Der Übergang von der mediterranen Hartlaubvegetation Mittelchiles (Matorral) zum gemäßigten Regenwald bildet ein schmaler Streifen eines subtropischen sommergrünen Laubwaldes, der von Pellin und Rauli-Scheinbuchen dominiert wird. Weiter östlich wächst in montanen Lagen der Anden zwischen 37 und 40° südlicher Breite immerfeuchter Gebirgs-Araukarien-Lorbeerwald, der vielfach – wie zum Teil von einigen Autoren der gesamte valdivianische Teil des Bioms – noch den subtropischen Lorbeerwäldern zugerechnet wird. Er besteht aus verschiedenen sommer- und immergrünen Scheinbuchenarten, zwischen denen sich größere Bestände der Chilenischen Araukarie befinden, die sich augenfällig über das Kronendach der Laubbäume erheben.
Reine Nadelwaldbestände wie in den höheren Gebirgen der Nordhalbkugel gibt es in den Anden nicht. Ebenso ungewöhnlich ist die Verbreitung der sommer- und immergrünen Laubbaumarten: Während immergrüne Arten auf der Nordhalbkugel bis auf wenige Ausnahmen auf subtropische Wälder beschränkt sind und nördliche laubwerfende Bäume ihren Schwerpunkt in den winterkalten Mittelbreiten haben, bilden immergrüne Arten – mit Ausnahme des äußersten Südens und der subandinen Bergwälder nahe der Waldgrenze und an den Anden-Osthängen – den Hauptbestandteil der chilenischen Küstenregenwälder. Während die genannten Ausnahmen von frostharten laubwerfenden (neben immergrünen) Arten dominiert werden, sind die beiden Hauptbaumarten im bereits genannten subtropischen Küsten-Laubwald sommergrün.
Südlich der beiden vorgenannten Waldtypen beginnen die gemäßigten Regenwälder Südamerikas.

### Valdivianischer Regenwald

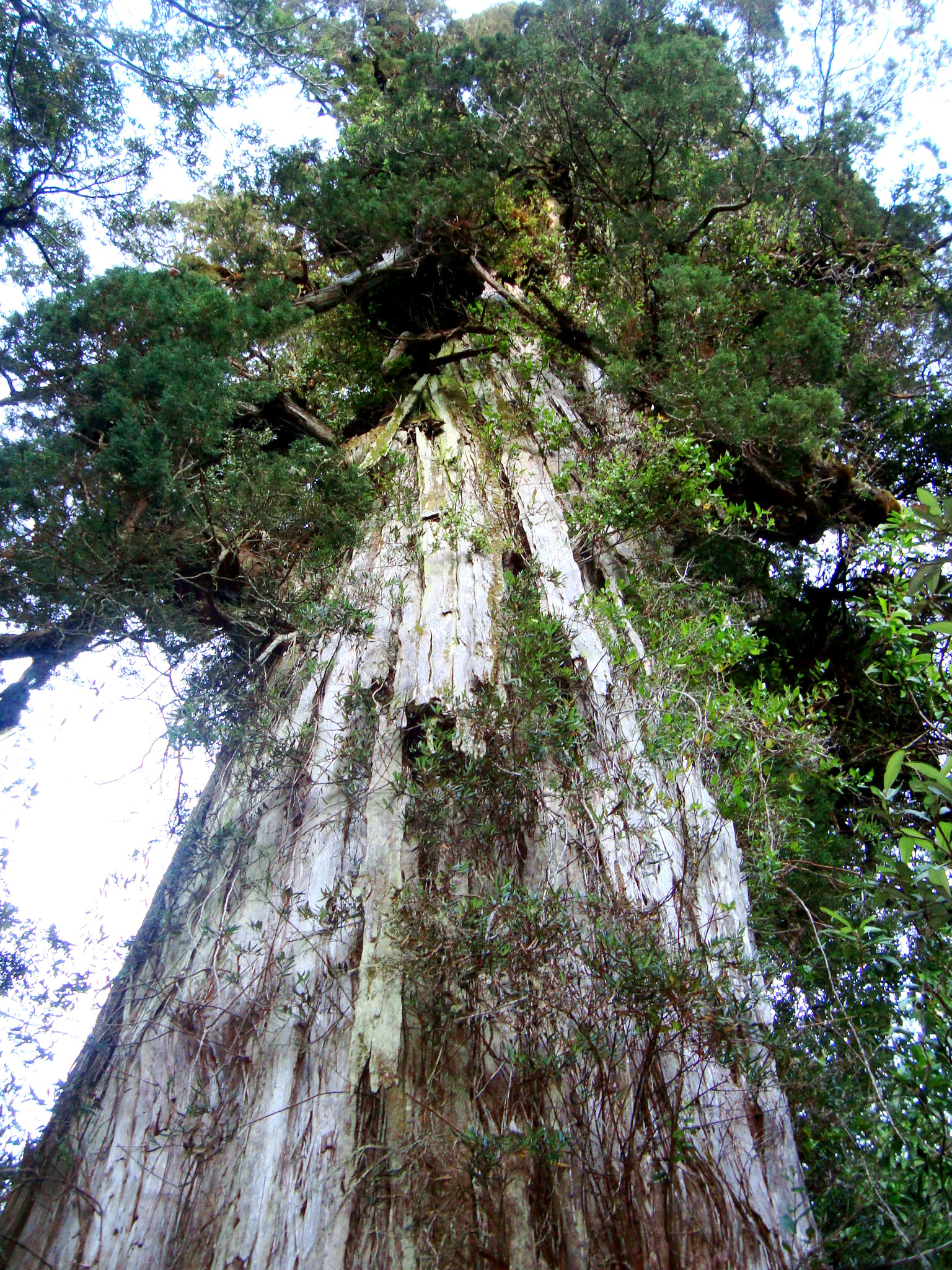
Alerce oder Patagonische Zypresse, eine der wenigen Nadelbaumarten in den valdivianischen Wäldern

Der eigentliche – sehr artenreiche – Valdivianische Regenwald beginnt bei etwa 37° südlicher Breite und erstreckt sich (nach Schmithüsen) maximal bis  43°20´ S.
Von der Küste bis auf etwa 500 m über dem Meeresspiegel gedeiht der „Olivillo-Regenwald“: Die Hauptbaumart ist der Olivillo (die einzige Art der monotypischen Gattung Aextoxicon), die häufigste  Pflanzengattung ist – wie in der gesamten Ökoregion – Nothofagus mit den oben genannten sommergrünen Pellin- und Rauli-Scheinbuchen, die im Regenwald südwärts zunehmend durch die immergrünen Arten Coihue-, Chiloé-, Magellan- und Glänzende Südbuche ersetzt werden. Hinzu kommt eine große Zahl weiterer immergrüner Laubbaumarten, etwa Chilenische Scheinulme (Eucryphia cordifolia), Winterrinde (Drimys winteri), Tineo (Weinmannia trichosperma), Luma apiculata, Kerzenbaum (Parmentiera cereifera) und verschiedene Lorbeer-, Myrten- und Silberbaumgewächse.
Einige wenige Nadelbaumarten wie Patagonische Eibe (Saxegothaea conspicua), Weidenblättrige Steineibe (Podocarpus salicifolius) und Chilenische Steineibe (Podocarpus nubigenus) treten nur eingestreut auf. Dies gilt hier auch für die Chilenische Araukarie (Araucaria araucana) im Norden des Regenwaldbioms. Eine Ausnahme unter den Nadelbäumen bildet die Chilenische Flusszeder (Pilgerodendron uviferum), die in sehr feuchten küstennahen Wäldern als beherrschende Baumart vorkommt. Der gesamte Tieflandwald ist mehrstöckig gegliedert und reich an Aufsitzerpflanzen und Farnen.
Die bis zu 50 m hohe, das Kronendach überragende mächtige Alerce (Fitzroya cupressoides oder Patagonische Zypresse) wächst bis auf die Höhe der Insel Chiloé in Lagen zwischen etwa 100 und 1200 m in den Regionen mit den höchsten Niederschlagssummen. Auf nährstoffarmen und schlecht durchlässigen Böden ist sie zwischen 300 und 500 Höhenmetern in einigen verstreuten Arealen die zweite dominante Nadelbaumart der Region.
Oberhalb von 500 m bis zum Beginn des winterkahlen Bergwaldes bestimmt die Coihue-Südbuche mit einem fast undurchdringlichen, bis zu 4,50 m hohen Bambusdickicht (Chusquea culeou) im Unterholz das Landschaftsbild.

### Nordpatagonischer Regenwald
Zwischen 41° und 43°20´ S beginnt der Nordpatagonische Regenwald, der sich nach Schmithüsen bis auf 47°30´ S erstreckt. Andere Autoren nennen 46 oder 49°. Häufig wird diese mittlere Regenwaldregion zum Valdivianischen Regenwald gerechnet und nicht differenziert.
Die vier immergrünen Scheinbuchenarten (Coihue-, Chiloé-, Magellan- und Glänzende Scheinbuche) dominieren diesen Wald sowohl in der Kronenschicht als auch bei den hochragenden Überstehern. Etliche der anderen Laubbaumarten des Valdivianischen Regenwaldes sind auch hier noch zu finden, obwohl die Region bereits deutlich artenärmer ist. Von den Nadelbaumarten ist nur die Chilenische Flusszeder noch stellenweise zu finden. Der ebenfalls artenärmere Unterwuchs wird vor allem von Bambusarten gebildet.

### Magellanischer Regenwald
Der südlichste Bereich des gesamten Bioms wird Magellanischer Regenwald genannt.
Hier finden sich zwei klimatische Besonderheiten: Die westlichen Inselketten des Feuerland-Archipels erhalten extrem hohe Niederschläge und sind durch permanent starke subpolare Winde mit sehr häufigen Stürmen gekennzeichnet. Zusammen mit schlecht drainierten Böden und einer sehr geringen Verdunstungsrate führt dies zu einer starken Bodenvernässung. Diese Faktoren verhindern das Wachstum von Bäumen, sodass nur eine moor- oder tundraähnliche, niedrige Vegetation aus Gräsern, Polsterpflanzen und Sträuchern gedeihen kann, die als „Magellan-Moor bzw. Tundra“ bezeichnet wird. Insofern reicht der gemäßigte Regenwald in dieser Region nicht bis an die pazifische Küste.
Der Magellanische Regenwald bekommt bereits im Küstenhinterland deutlich geringere Niederschläge als die weiter nördlich gelegene Bereiche. Sie nehmen mit zunehmender Höhe weiter drastisch ab. Demgegenüber gibt es jedoch keine sommerlich trockene Zeit; allein die Niederschlagsmengen sind im Sommer etwas geringer.
In den niedrigen Regionen, die vorwiegend immergrünen Wald tragen, bleibt vor allem die Magellan-Südbuche bestandsbildend, meist vergesellschaftet mit Winterrinde und Chilenischer Flusszeder und gelegentlich mit Chilenischem Feuerstrauch und Maytenus magellanica. Über das Kronendach ragende Übersteher sind nicht mehr vorhanden. Die Artenvielfalt ist bei den Baumarten deutlich geringer, im Unterwuchs bisweilen jedoch hoch.
Je höher über dem Meeresspiegel, desto häufiger mischen sich sommergrüne Lenga- und Antarktische Südbuchen ins Waldbild. Der Übergang vom Regen- zum Bergwald ist hier nahezu nicht festlegbar.

## Fauna

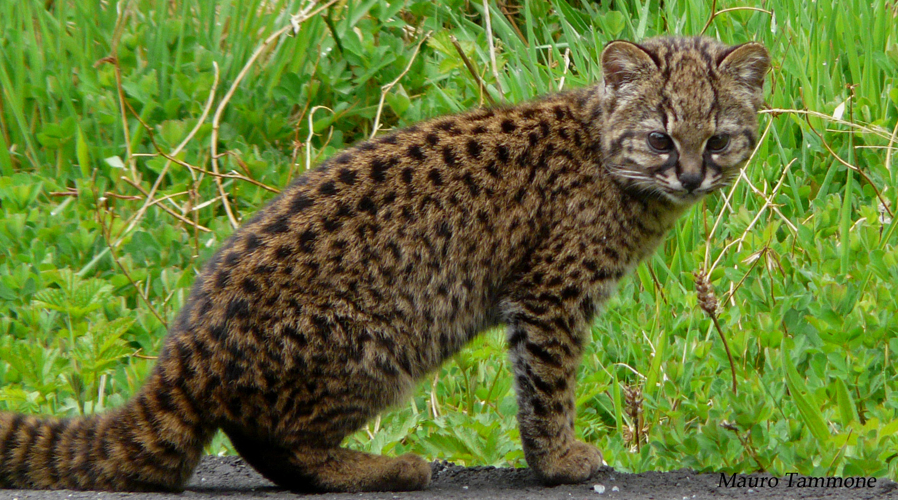
Chilenische Waldkatze, ein typischer Waldbewohner des (nördlichen) valdivianischen Regenwaldes

Die Region beherbergt zahlreiche Endemiten, Tiere und Pflanzen, die sich sonst nirgendwo finden. Das berühmteste endemische Säugetier der (valdivianischen und nordpatagonischen) Region ist die chilenische Waldkatze oder Kodkod (Oncifelis guigna), welche bis zu 3 kg schwer wird, bei einer Körperlänge von bis zu 50 cm und einer Schwanzlänge bis zu 25 cm. Der Kodkod bewohnt auch die Insel Chiloé.
Weiterhin befindet sich der Puma (Puma concolor) in der Region. Dieser hat jedoch ein riesiges Verbreitungsgebiet in Amerika. An Huftieren findet sich der Südpudu (Pudu pudu), eine kleinere Hirschart, die bis zu 8 kg wiegt. Die Gegenden beherbergen sehr wenige Reptilien, das kühl-nasse Klima ist reptilienfeindlich. Lediglich eine kleine, ungiftige Natter (Tachymenis chilensis) schafft es in die Randbereiche der Wälder. Sie wird nicht länger als 60 cm. Von den kleine Erdleguanen der Gattung Liolaemus sind zwei Arten vertreten. Entsprechend dem Klima legen sie keine Eier ab, daher werden die Eier bis kurz vor dem Schlüpfen im Körperinnern der Mutter aufbewahrt – diese Erdleguane sind somit ovipar. Daneben findet sich gelegentlich an trockeneren Stellen der Grosskopfleguan (Pristidactylus torquatus).
Amphibien sind wegen des feuchten Klimas zahlreicher zu finden. Etliche Froscharten besiedeln die Valdivianischen Wälder. Darunter ist der berühmte Darwin-Frosch (Rhinoderma darwinii), welcher die Eier an Land ablegt. Nach etwa 20 Tagen schlüpfen die Kaulquappen. Dann kommt das Männchen zurück und schluckt die Kaulquappen und bewahrt sie in seinem Kehlsack auf, bis sich kleine Frösche entwickelt haben. Eines Tages spuckt es dann die voll entwickelten jungen Fröschchen aus. Der Darwin-Frosch tritt nur noch äußerst selten auf und er ist bedroht. Weiter leben zwei kleine Krötenarten im Gebiet (Bufo variegatus) und  (Bufo rubropunctatus). Bei den üblichen Fröschen finden sich Arten der Gattung Alsodes und Eupsophus. Weitere Frösche finden sich aus den Gattungen Batrachyla, Pleurodema, Atelognathus, Telmatobufo, Insuetophryrus, und der stattliche, selten Laubfrosch Hylorina sylvatica. Der größte Frosch ist der seltene chilenische Helmkopffrosch (Caudiverbera caudiverbera) der bis zu 32 Zentimeter lang werden kann – man bezeichnet ihn deshalb auch als die „Rana grande chilena“ – er gehört zu den größten Fröschen der Erde. Er ist voll-aquatisch und lebt in langsam fließenden Gewässern. Diese Frösche sind so groß, dass sie verdächtigt werden, gelegentlich junge Enten zu fressen. Schwanzlurche (Molche und Salamander) und Blindwühlen (fußlose Salamander) haben es nicht so weit in den Süden nach Amerika geschafft.

## Gebiete
- Nationalpark Bosque de Fray Jorge (eine Enklave innerhalb der Küstenwüste im Norden)
- Nationalpark Chiloé
- Pumalín-Park[6]